# Mine de Silver Bell
La mine de Silver Bell  est une mine à ciel ouvert de cuivre située en Arizona aux États-Unis.